# Olympische Sommerspiele 1984/Teilnehmer (San Marino)
| Gelbes Symbol für Goldmedaillen mit stilisierten Olympischen Ringen | Graues Symbol für Silbermedaillen mit stilisierten Olympischen Ringen | Braundes Symbol für Bronzemedaillen mit stilisierten Olympischen Ringen |
| ------------------------------------------------------------------- | --------------------------------------------------------------------- | ----------------------------------------------------------------------- |
| —                                                                   | —                                                                     | —                                                                       |

San Marino nahm an den Olympischen Sommerspielen 1984 in Los Angeles, USA, mit einer Delegation von 19 Sportlern (18 Männer und eine Frau) teil.

## Teilnehmer nach Sportarten

### Judo
- Alberto Francini
Superleichtgewicht: 18. Platz

- Franch Casadei
Mittelgewicht: 18. Platz

### Leichtathletik
- Manlio Molinari
800 Meter: Vorläufe

- Stefano Casali
20 Kilometer Gehen: 35. Platz

### Radsport
- Maurizio Casadei
Straßenrennen: Rennen nicht beendet

### Schießen
- Eliseo Paolini
Schnellfeuerpistole: 29. Platz

- Bruno Morri
Schnellfeuerpistole: 34. Platz

- Germano Bollini
Freie Scheibenpistole: 51. Platz

- Gianfranco Giardi
Freie Scheibenpistole: 51. Platz

- Pasquale Raschi
Luftgewehr: 51. Platz
Kleinkaliber Dreistellungskampf: 49. Platz

- Alfredo Pelliccioni
Kleinkaliber Dreistellungskampf: 51. Platz

- Francesco Nanni
Kleinkaliber liegend: 5. Platz

- Pier Paolo Taddei
Kleinkaliber liegend: 62. Platz

- Luciano Santolini
Trap: 38. Platz

- Elio Gasperoni
Trap: 41. Platz

### Schwimmen
- Michele Piva
100 Meter Freistil: 63. Platz
200 Meter Freistil: 54. Platz
100 Meter Brust: 48. Platz
200 Meter Lagen: 41. Platz

- Daniela Galassi
Frauen, 100 Meter Freistil: 44. Platz
Frauen, 200 Meter Freistil: 34. Platz
Frauen, 100 Meter Schmetterling: 35. Platz

### Segeln
- Flavio Pelliccioni
Windsurfen: 29. Platz

### Turnen
- Maurizio Zonzini
Einzelmehrkampf: 56. Platz
Barren: 61. Platz
Boden: 66. Platz
Pferdsprung: 63. Platz
Reck: 68. Platz
Ringe: 63. Platz
Seitpferd: 34. Platz